# Chlorophytum basitrichum
Chlorophytum basitrichum är en sparrisväxtart som beskrevs av Karl von Poellnitz. Chlorophytum basitrichum ingår i släktet ampelliljor, och familjen sparrisväxter. Inga underarter finns listade i Catalogue of Life.